# أعرف أني لا أعرف شيئا
«أعلم أنني لا أعرف شيئًا» (في اليونانية القديمة «ἕν οἶδα ὅτι οὐδὲν οἶδα» وفي اللاتينية «scio me nihil scire») هي مقولة معروفة للفيلسوف سقراط مستمدة مِمَّا يرويه الفيلسوف اليوناني أفلاطون عن أستاذه سقراط. وتسمى أيضًا بالمفارقة السقراطية.
يمكن العثور على هذه المقولة المأثورة الشهيرة في حوار سقراطي لأفلاطون «نسخة دفاع سقراط» (21d)، وهي نسخة أدبية من خطاب الدفاع الذي ألقاه سقراط للدفاع عن نفسه أمام محكمة الشعب اللثينية في عام 399 قبل الميلاد. وفي مينون (80d 1-3). تأثر ميشيل دي مونتين بسقراط، بناءً على هذه المقولة بشكلٍ خاص.